# Jef van Bever
Samson (Jef) van Bever (Amsterdam, 17 december 1898 – ?, 31 oktober 1942) was een Nederlands biljarter. Hij nam tussen seizoen 1925–1926 en 1931–1932 vier keer deel aan het nationale kampioenschap driebanden in de ereklasse.

## Titel
- Nederlands kampioen (1x)

Kader 35/2: 2e klasse 1924–1925

## Deelname aan Nederlandse kampioenschappen in de Ereklasse
| Nr. | Kampioenschap        | Plaats    | Klassering | Alg. gemiddelde |
| --- | -------------------- | --------- | ---------- | --------------- |
| 1.  | Driebanden 1925–1926 | Amsterdam | 4e         | 0,471           |
| 2.  | Driebanden 1927–1928 | Den Haag  | 7e         | 0,419           |
| 3.  | Driebanden 1930–1931 | Haarlem   | 5e         | 0,528           |
| 4.  | Driebanden 1931–1932 | Amsterdam | 4e         | 0,547           |